# 苕野神社
苕野神社（くさのじんじゃ）は、福島県双葉郡浪江町にある神社である。
旧社格は県社。延喜式式内社の陸奥国百座のうちの一座ある。

## 祭神
- 高龗神・闇龗神、五十猛神、大屋津姫神・抓津姫神を祀る。
  - 「奥相志」によれば、神体は「長さ一尺、十歳くらいの童形坐像の御子八神が九体」という。

## 由緒
由緒書によれば、起源・創立年代は不明だが、社伝によれば第12代天皇である景行天皇の御世に勧請され、元正天皇(715年)の御代には社殿を創建したという。桓武天皇の時代、坂上田村麻呂が東夷征伐の勅命をうけて進軍してきた際、苕野神社にて戦勝を祈願し、無事近隣の山を支配下に置く賊徒を平定した後に、神恩への報賽として神殿を建てたという。
苕野神社は標葉郡の神社の中で唯一の式内社であり、古来から郡民や領主などから篤い尊崇を集めていた。保元年間の1156年、請戸に館を築いて標葉郡を支配していた標葉左京大夫平隆義は、苕野神社への敬神の念がことに篤く、神社へ神領を寄進し社殿を造営するなどし、標葉氏の氏神として崇めたという。明応元年（1492年）に相馬氏の所領となると、相馬氏からも尊崇を集め、社領の寄進や社殿の造営が行われた。
苕野神社は往古は請戸地区の沖にあった「苕野小島」という島に鎮座していた。その後、波浪などで島が崩壊したため、現在の鎮座地に遷座したという。また、苕野神社は茨城県稲敷市に鎮座する大杉神社（通称あんばさま）と関係が深い神社であり、毎年2月の第3日曜日には『安波祭』と呼ばれる「浜下り潮水神事」が催行されてきた。安波祭の大祭式典では、浦安の舞神楽・田植えおどりが舞われる他、神輿渡御、樽みこし海上荒波渡御、御潮水献備神事、早朝護摩祈祷などの神事が行われる。
2011年3月11日発生した東北地方太平洋沖地震により、浪江町の沿岸部は津波の被害を受けた。海のそばに鎮座する苕野神社も社殿がすべて流失、前宮司の家族も犠牲となった。その後も近隣の福島第一原発で起きた原子力事故の影響で2012年8月現在も警戒区域に指定されており、許可無く立ち入ることができない状態が続いている。
2012年2月19日には、岡山県神社庁と岡山県神道青年会、東京都神社庁の支援を受けて仮社殿が震災前の社殿鎮座地に造営された。
御神霊は飯舘村に鎮座する、苕野神社の分霊社である綿津見神社から賜ったものである。宮司には前宮司の三女が就任し、現在も苕野神社へ奉斎している。

## 祭神について
苕野神社の現在の祭神は高龗神・闇龗神、五十猛神、大屋津姫神・抓津姫神であるが、「奥相志」には祭神についての諸説が記されている。
- 九柱の神女説
  - 大昔、人皇の初めの頃に奥州標葉郡苕野（現在の請戸地区）沖から磐楠船（クスノキでできた頑丈な船）が岸に漂着した。船の中を除くと、九柱の神女がおり、神女の放つ霊光と美しい顔は尋常ならざるものであった。苕野の浜に住んでいた阿部という強者はこれを怒り怪しんで、矛を片手に九柱の神女へと向かっていった。これに対し、村の新汐渡媛という夫婦が阿部を叱り制した。そして、夫婦は神女たちを尊崇して小さな建物を作り神居とした。朝になり神居に行くと、瑞雲が建物を覆い、薫香が匂い立っていた。これを見て信仰心を刺激された新汐渡媛夫婦に対して、神女たちは「私たちは東国に留まり、私たちを信仰する人々には国家安全・武運長久・子孫繁栄の願いを叶え、横難横死を防ぎ、とりわけ海上の逆波を鎮めて船に乗る人々の災難を取り除きましょう。苕野小島に宮居を建てて、そこに苕野の神として祀りなさい」と伝えた。夫婦は喜び、神女にいわれたとおりに小島へ神女たちを祀った。それ以来、海上で風のため船が進まなくなった時に苕野の神へ祈ると、逆波は鎮まり運行が容易になると伝わった。養老年間には、元正天皇が苕野の神について耳にし、九柱の神像をつくり宮居に納めて祀った。その後、苕野小島が波の影響で崩壊したので陸地へ遷座したという。毎年7月7日には神衣を奉り、神主は顔を覆って神体が身につける衣を新しいものに取り替える神事が行われた。

- 天竺もしくは震旦国王の妃説
  - 正徳年間に記された「寺社好問誌」によれば、請戸の神社の祭神は天竺もしくは震旦国王の妃であると書かれている。王と王妃は不仲であり、王は妃を空舟に乗せて海へ流してしまった。妃を乗せた空船は漂流し、請戸の沖へと流れてきた。時に、村人の阿部氏という者が海に漁をしに出ており、漂流する空船を怪しんで、遠海へと引っ張りだしてしまった。海上で釣りをしていた村人である荒氏という者が、阿部氏により沖へと追いやられた空船が波に乗ってやってくるのを見た。荒氏はこの空船を接岸させて船内を覗いてみると女性がいたので、上陸してこの女性を養った。その後、小祠を波打ち際近くに建てて、この女性を村の守り神として祀ったという。
  - 昔は何という神様なのか分からなかったので、神託を得ようと協議がなされた。神託を得るため神楽を奉納したところ、苕野の神から「我を貴船明神と信仰すべし」という託宣があった。そのため苕野神社は貴布根神と称し、地名から請戸明神と呼ばれたという。神体は九体あり、一尺ほどの童形坐像の御子八神であるが、今まで一度も公開はされたことがないと書かれている。荒氏夫婦は束帯を着け船に乗り、この神像を傍らに安置した。毎年7月7日には「御召初め」という神事があり、麻単衣を新調し、神官が神像が身に着けている衣を取り替えたと記されている。

- 新羅国の女神説
  - 元禄年間に藤橋月船という者が記した「標葉記」によれば、古老の話では、苕野の神は新羅国からやってきて請戸の小島に現れた女神であるという。この時初めて、阿部氏と荒氏はこの女神を信仰し、阿部氏は特に何もしなかったが、荒氏は小島に社を設けて女神を祀った。その後、保元年間にいたり、標葉氏の祖である平隆義が標葉郡を領有するようになると、請戸明神を鎮守神と定め、社領の寄付や社殿の修繕を行い代々篤く崇敬したという。

苕野神社の社家である鈴木家の話として「奥相志」に記載されているものによれば、苕野の神は元正天皇の時代である養老元年（丁巳）に小島へ現れ、養老から保元年間に至る四百三十年のあいだ請戸地区と請戸川の北岸の棚塩地区の鎮守神として崇敬され、近代になり貴布根社と呼ばれるようになったとされている。ある書によれば、養老年間に神女が波に浮かび現れたと書かれているという。また、新汐渡媛という夫婦が「栄え行く　松に契りて　万代の　蔭を請戸の　浜に住むらん」という歌を残したといい、「新汐渡媛」という夫婦の名は、上記の文に出てくる荒氏夫婦につけられた神号ではないかと考察がされている。相馬藩主である相馬昌胤も、苕野神社へ数首の和歌や詠歌を献上している。

## 境内（震災前）
- 社殿（拝殿・幣殿・本殿）

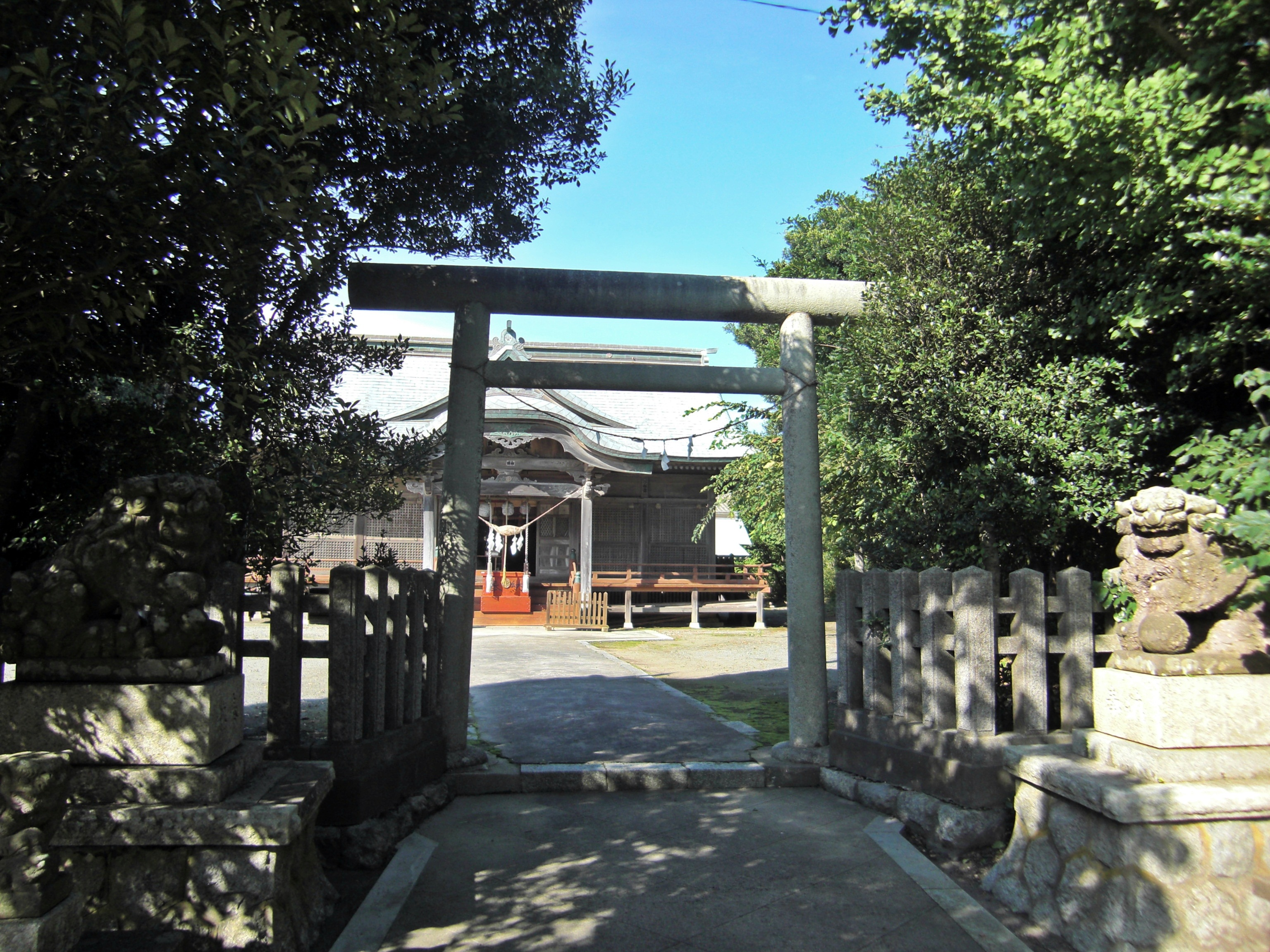
苕野神社鳥居
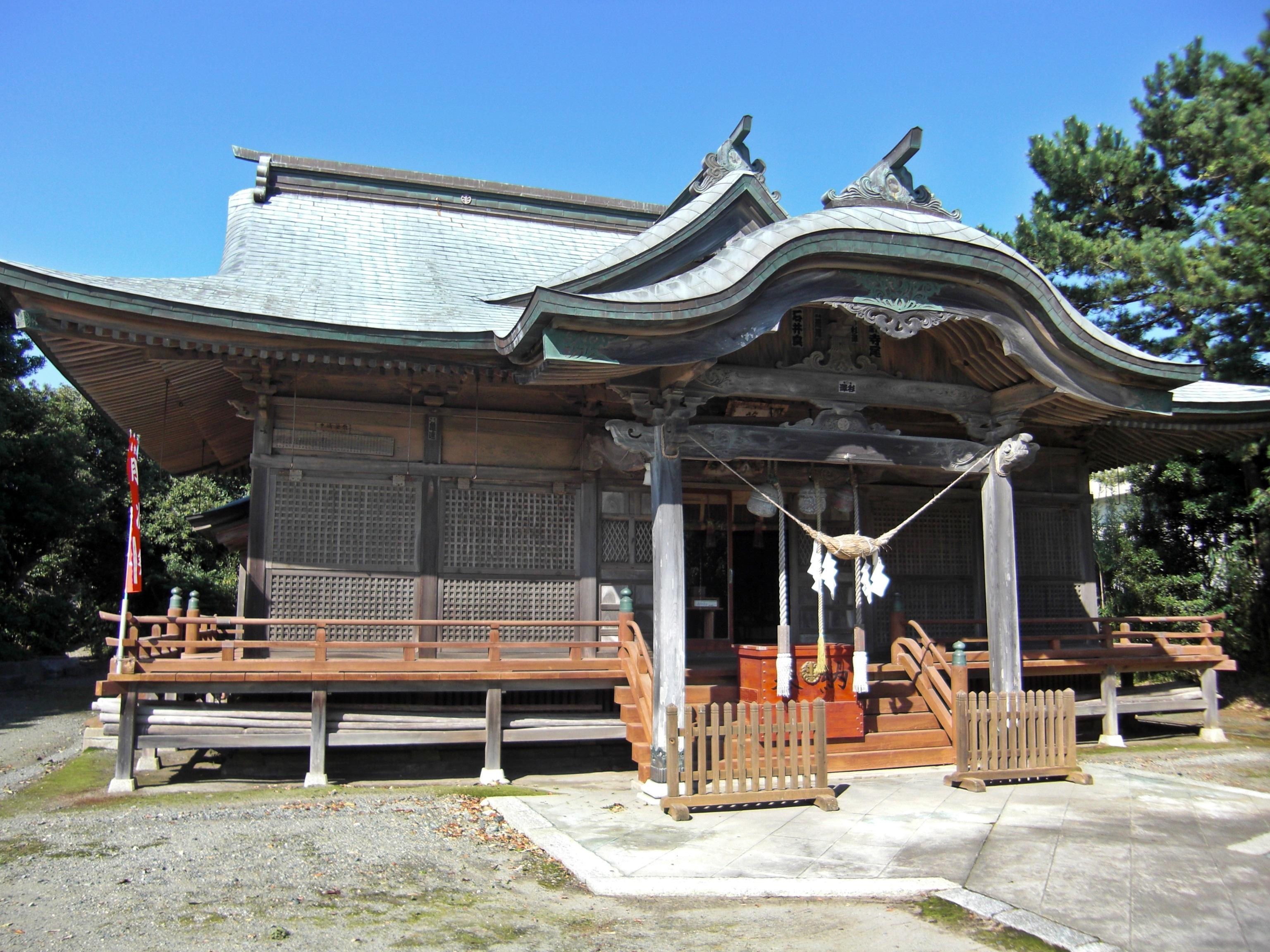
苕野神社拝殿
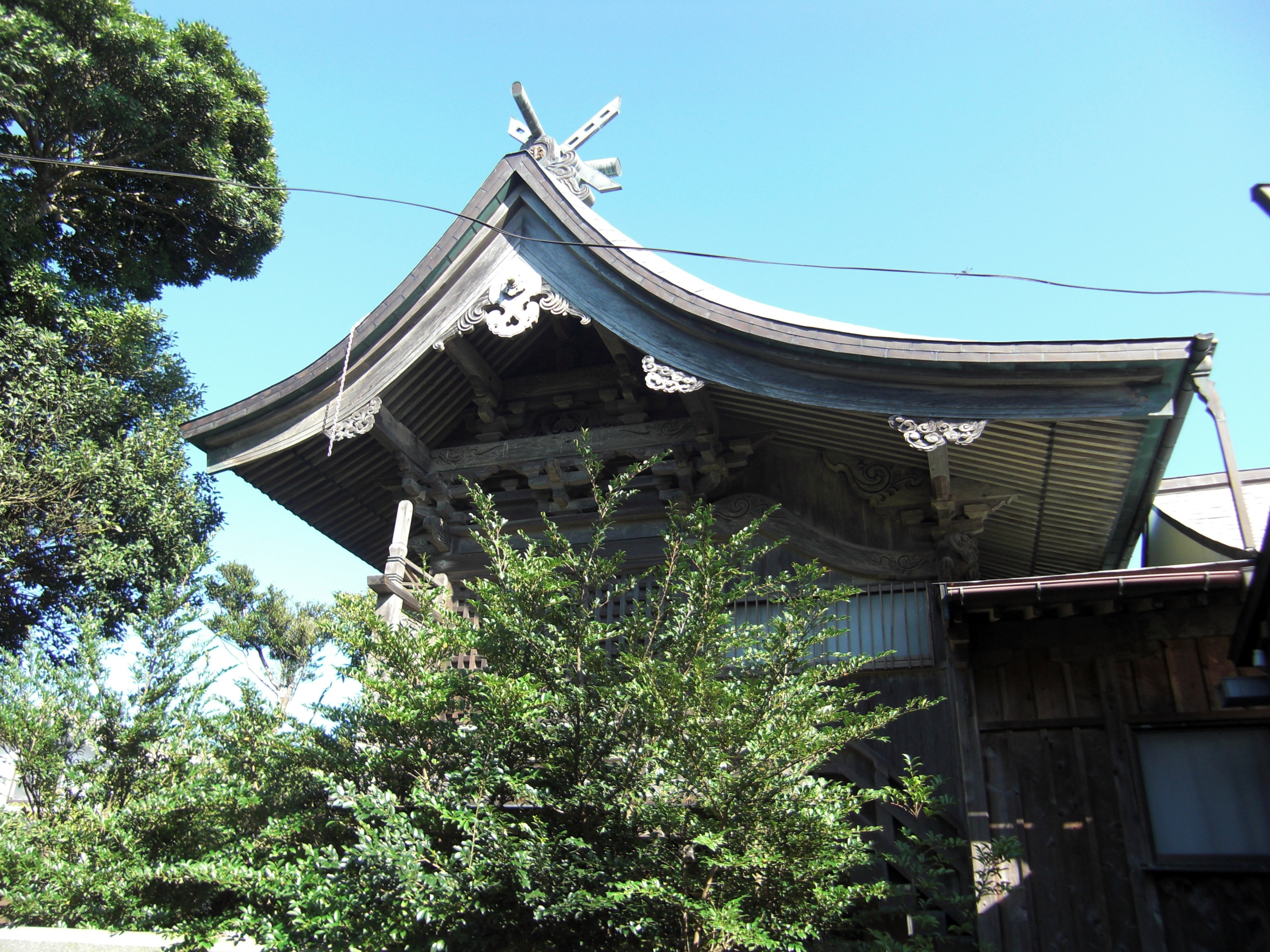
苕野神社本殿

- 境内社
  - 祖霊殿・日吉神社（祭神：大山咋神）：祖霊殿の社殿は旧本殿であり、御神木が倒壊した際に被害を受けたので修復し祖霊殿として流用したという。
  - 山祇神社（祭神：大山祇神）
  - 黄金山神社（祭神：金山彦神・金山姫神）
  - 金比羅大明神・波切不動宮（祭神：大物主神・波切不動明王）

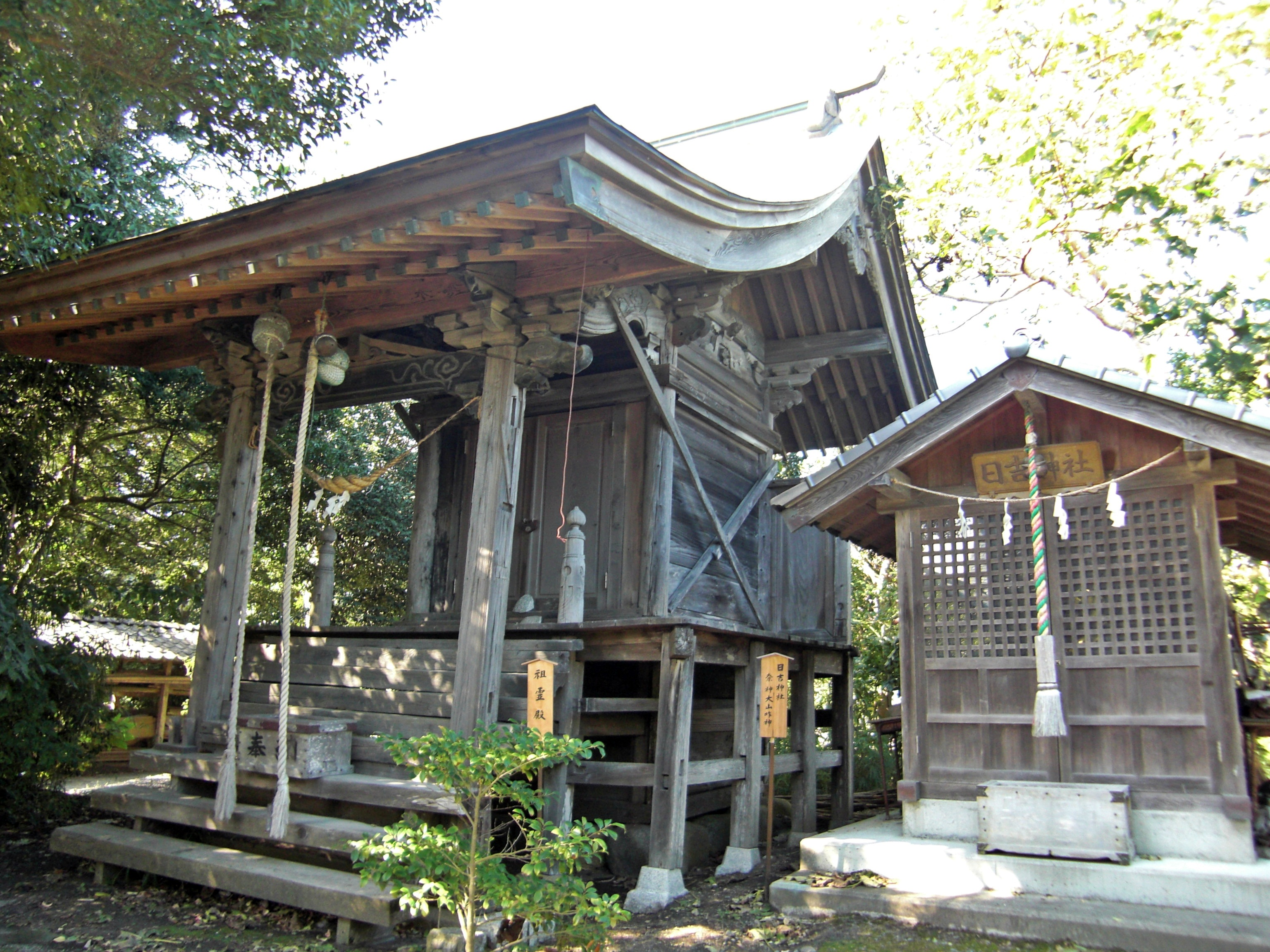
祖霊殿・日吉神社
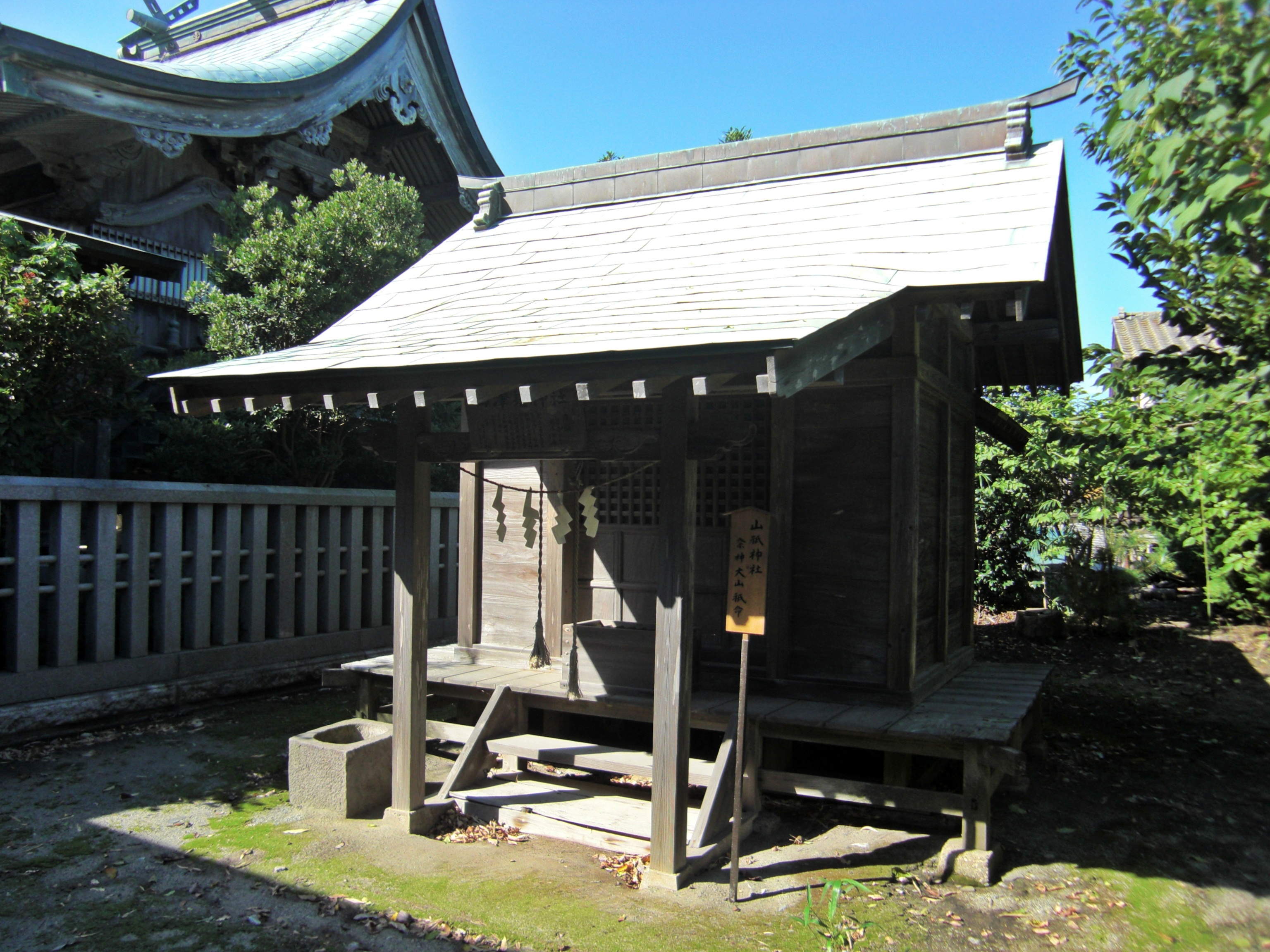
山祇神社
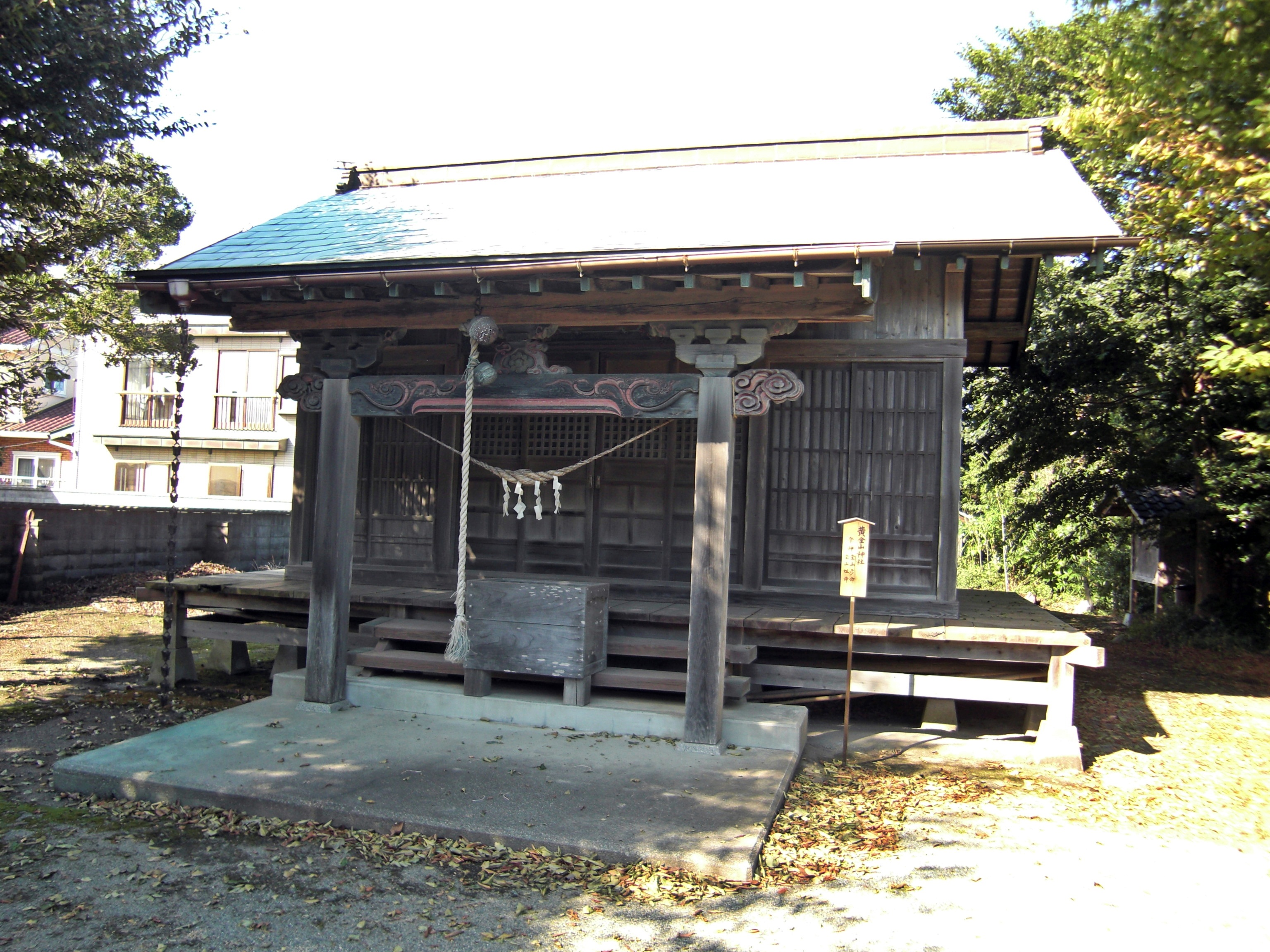
黄金山神社
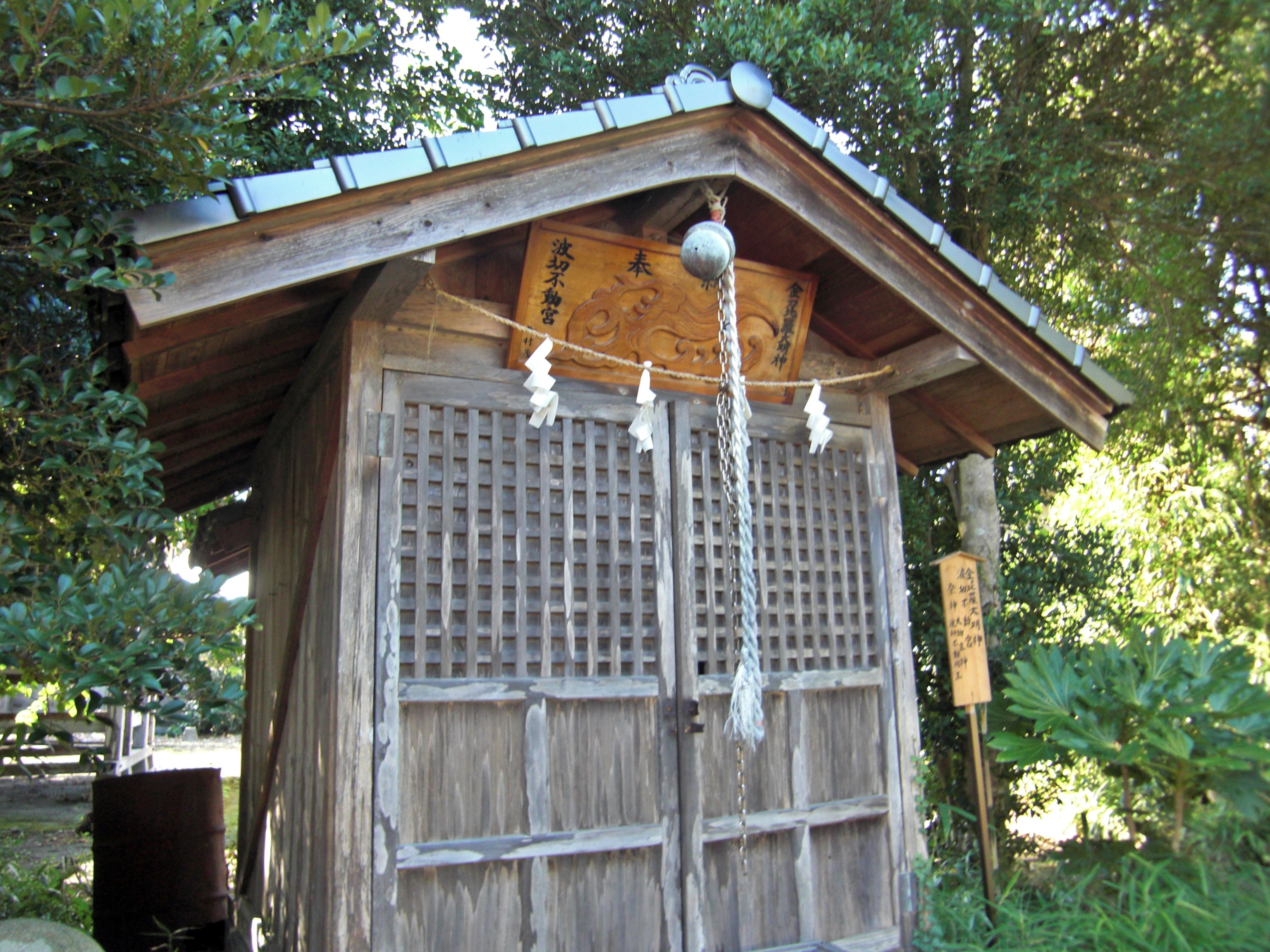
金比羅大明神・波切不動宮